# Gabrielle Borile
Gabrielle Borile, née à Charleroi (province de Hainaut), est scénariste pour la télévision, le cinéma et la bande dessinée.

## Biographie
Gabrielle Borile est née à Charleroi en Wallonie. Sa famille est d’origine italienne de milieu modeste. Elle est élève à l'athénée royal Vauban à Charleroi puis elle fait des études de droit et de journalisme à l’Université libre de Bruxelles avant de se consacrer à la presse écrite en 1981 comme journaliste indépendante pour laquelle est signe des articles dans Test-Achats, Le Soir Illustré, Le Vif/L'Express, Vécu et à l’édition notamment aux Éditions Elsevier-Sequoia, Artis - Historia, Chronique, Marabout de 1987 à 1988 et comme rédactrice en chef du magazine destiné à la jeunesse Tintin reporter de 1989 à 1990. 
Auteur de bande dessinée, elle coécrit — en privilégiant le suspens façon hitchcockienne — avec François Rivière une vingtaine d’albums de la série Victor Sackville dessinée par Francis Carin aux Éditions du Lombard. On la retrouve dans différents journaux et magazines de bande dessinée tels que Tintin, Hello Bédé, (À suivre) pour lesquels elle livre différents scénarios de courts récits ou des récits à suivre dessinés notamment par Éric Gorski ou Jean-Michel Beuriot. Elle se fait aussi la traductrice dans les années 1980 d'Hugo Pratt, Micheluzzi aux Humanoïdes associés et Mattotti.
En 1994, après avoir suivi la classe de maître de Yves Lavandier organisée à la RTBF elle devient scénariste de télévision pour France 2 et France 3, elle écrit notamment des films pour la télévision tels que Les Enfants du jour, (interprété par Clémentine Célarié, réalisé par Harry Cleven), Le Premier Fils,, Le Prix du mensonge, Pierre et Farid,, Les Secrets du volcan. Elle a scénarisé de nombreuses adaptations littéraires dont notamment La Petite Fadette (d’après George Sand), Quand la mer se retire,, La Vie c’est mieux quand on est grand et La Marquise des ombres (interprété par Anne Parillaud). 
Elle déclare lors d'une interview donnée au site Cinéfemme « Écrire une série c’est vivre sur le long terme avec des personnages, c’est les voir grandir et grandir avec eux. Et c’est ainsi instaurer entre soi et le public un lien qui soit à la fois fort et intime. Comme celui des conteurs de jadis. »
En cinéma, elle a coscénarisé avec le réalisateur Benoît Lamy le long métrage Combat de fauves (1997, avec Richard Bohringer) et écrit le film Miss Montigny réalisé par Miel van Hoogenbemt (interprété par Ariane Ascaride et Sophie Quinton). Elle écrit le scénario d'un autre long métrage, Les Filles, parallèlement à ses activités d'écriture de fictions pour la télévision en 2004.
Gabrielle Borile est professeur de scénario à l’IAD (Institut des Arts de Diffusion) et membre de la Commission de sélection du Film en Belgique. Elle a donné cours à l’Université libre de Bruxelles de 2001 à 2004 et siégé au Comité belge de la SACD,. Expert à l’Atelier Grand Nord (Québec), elle a été membre du comité de lecture du Centre de l’Audio-visuel à Bruxelles de 2002 à 2003. Elle a participé aux jurys des Trophées du Meilleur scénario du CNC et aux sélections des Ateliers d’écriture Équinoxe.

## Œuvres écrites

### Livres
- 100 Chefs-d'œuvre à la loupe, Alleur, Marabout, coll. « Marabout service », 1987  (ISBN 9782501009638).

## Réception

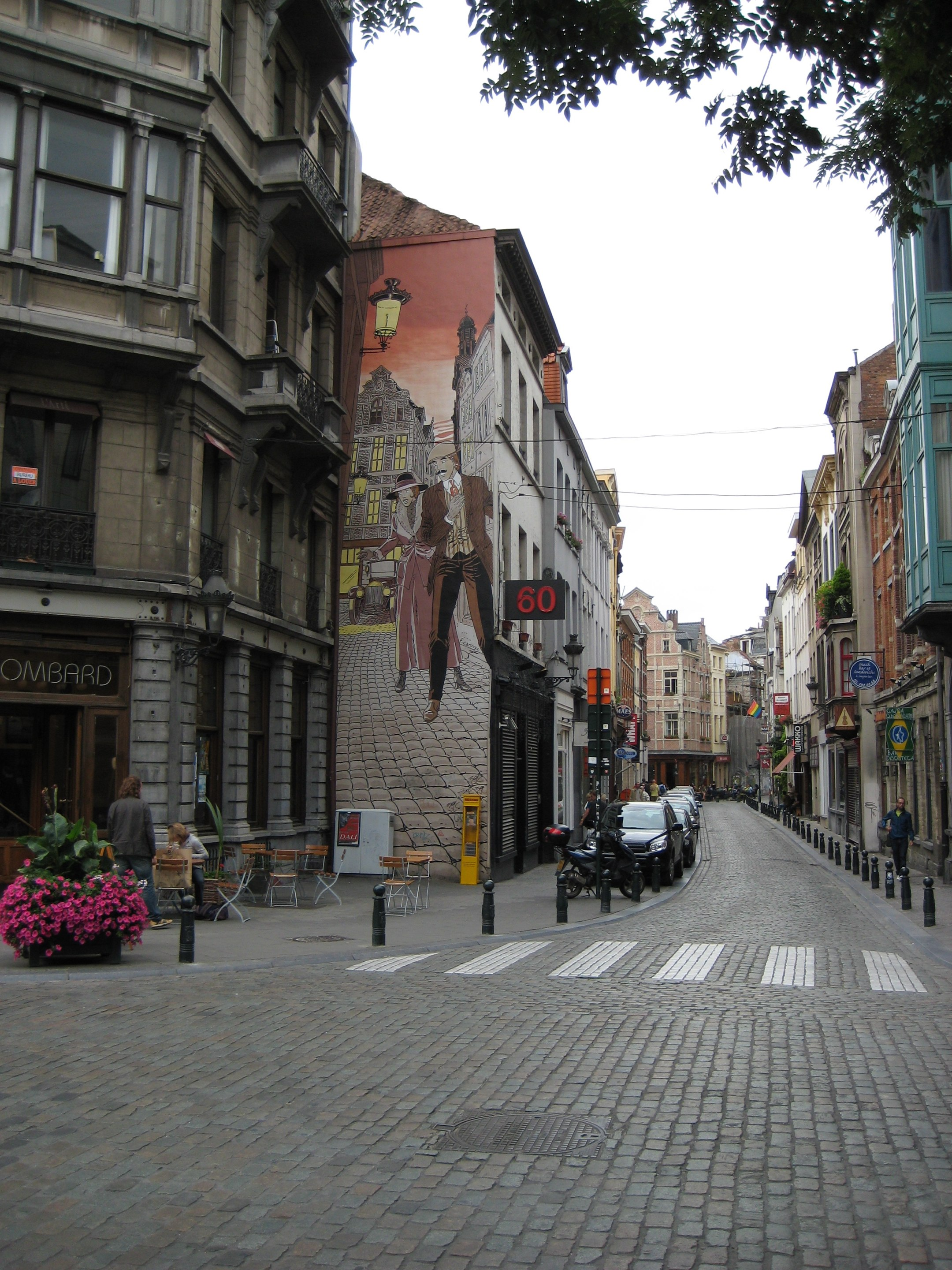
La fresque murale de Victor Sackville à Bruxelles.

### Prix et distinctions
- 1997 :  Bayard d’Or du Meilleur scénario au Festival international du film francophone de Namur[31].

### Postérité
En août 2002, Gabrielle Borile en compagnie de Francis Carin et François Rivière inaugurent la fresque Victor Sackille réalisée à l'instigation de la Ville de Bruxelles. C'est la première fresque du Parcours BD de Bruxelles peinte sur le mur latéral de la maison située au no 60 rue du Marché au Charbon à Bruxelles. La réalisation de la fresque est confiée à G. Oreopoulos et D. Vandegeerde de l'asbl Art Mural, et couvre une superficie d'environ 35 m2.

#### Livres
: document utilisé comme source pour la rédaction de cet article.
- Jean-Louis Lechat, Un demi-siècle d’aventures t. 2 : 1970 - 1996, Bruxelles, Le Lombard, 5 décembre 1996, 224 p., ill. ; 31 cm (ISBN 280361233X, OCLC 37995939, BNF 37539082, présentation en ligne), p. 125, 127, 146, 168, 172. .
- Jean Pirotte (dir.) et Luc Courtois, Du régional à l'universel. : L'imaginaire wallon dans la bande dessinée., Louvain-la-Neuve, Fondation wallonne Pierre-Marie et Jean-François Humblet, 1999, 310 p. (ISBN 978-2-9600072-3-7 et 2960007239, OCLC 1075833932), p. 207 lire sur Google Livres
- Jacques Fiérain, « Borile, Gabrielle », dans La BD dans la province du Hainaut, Charleroi, Éd. l'Âge d'or, septembre 2006, 96 p., ill. ; 31 cm (ISBN 9782960046458 et 2960046455, OCLC 469651838, présentation en ligne), p. 7.
- Patrick Gaumer, « Borile, Gabrielle », dans Dictionnaire mondial de la BD, Paris, Larousse, 2010, 953 p., ill. ; 27 cm (ISBN 978-2-0358-4331-9 et 2-0358-4331-6, OCLC 920924930, présentation en ligne), p. 107. .
- Philippe Mellot, Michel Denni, Laurent Turpin et Isabelle Morzadec, Trésors de la bande dessinée : BDM 2022-2023 - Catalogue encyclopédique et Argus, Paris, Les Arènes, novembre 2022, 23e éd., 1677 p., ill. ; 23 cm (ISBN 9791037507280, OCLC 1351462460, présentation en ligne), p. 48, 729, 1216, 1433. .